# Cyrtopogon pictipennis
Cyrtopogon pictipennis är en tvåvingeart som beskrevs av Daniel William Coquillett 1898. Cyrtopogon pictipennis ingår i släktet Cyrtopogon och familjen rovflugor. Inga underarter finns listade i Catalogue of Life.